# Villafranca
Villafranca (baszkul: Alesbes) település Spanyolországban, Navarra autonóm közösségben. Villafranca Milagro, Funes, Marcilla, Caparroso, Bardenas Reales és Cadreita községekkel határos. Lakosainak száma 3077 fő (2024).

## Népesség
A település népessége az elmúlt években az alábbi módon változott:
| Lakosok száma | 2618 | 2733 | 2881 | 3020 | 2973 | 2860 | 2849 | 2847 | 2907 | 3077 |
|               | 2001 | 2004 | 2006 | 2009 | 2011 | 2014 | 2016 | 2019 | 2021 | 2024 |